# 帕拉 (乍得)
帕拉是乍得西南部的城市，也是西凱比河區的首府，市內有機場設施，這裡開採全國第一個金礦，居民主要使用富拉語，大多從事軋棉業，2008年人口37,380。

## 外部連結
- gold mine opened